# Longo (famiglia modugnese)
I Longo furono una famiglia nobile di Modugno.

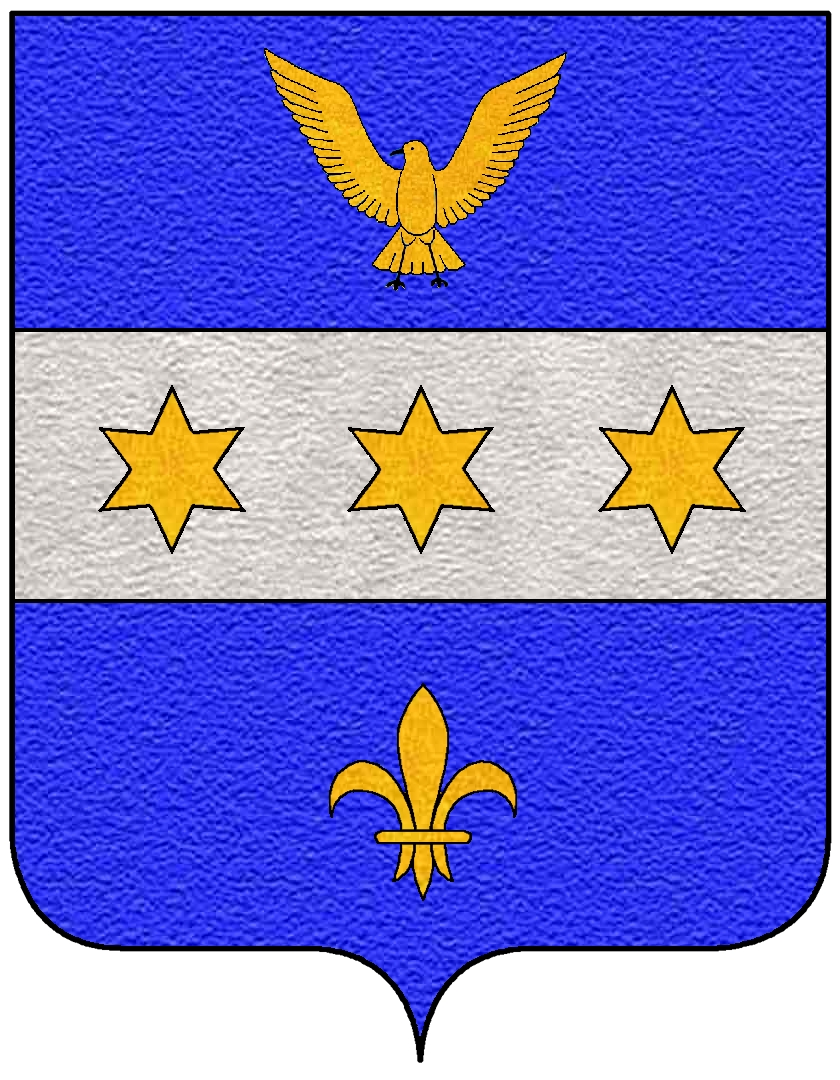
Stemma di famiglia

## Storia

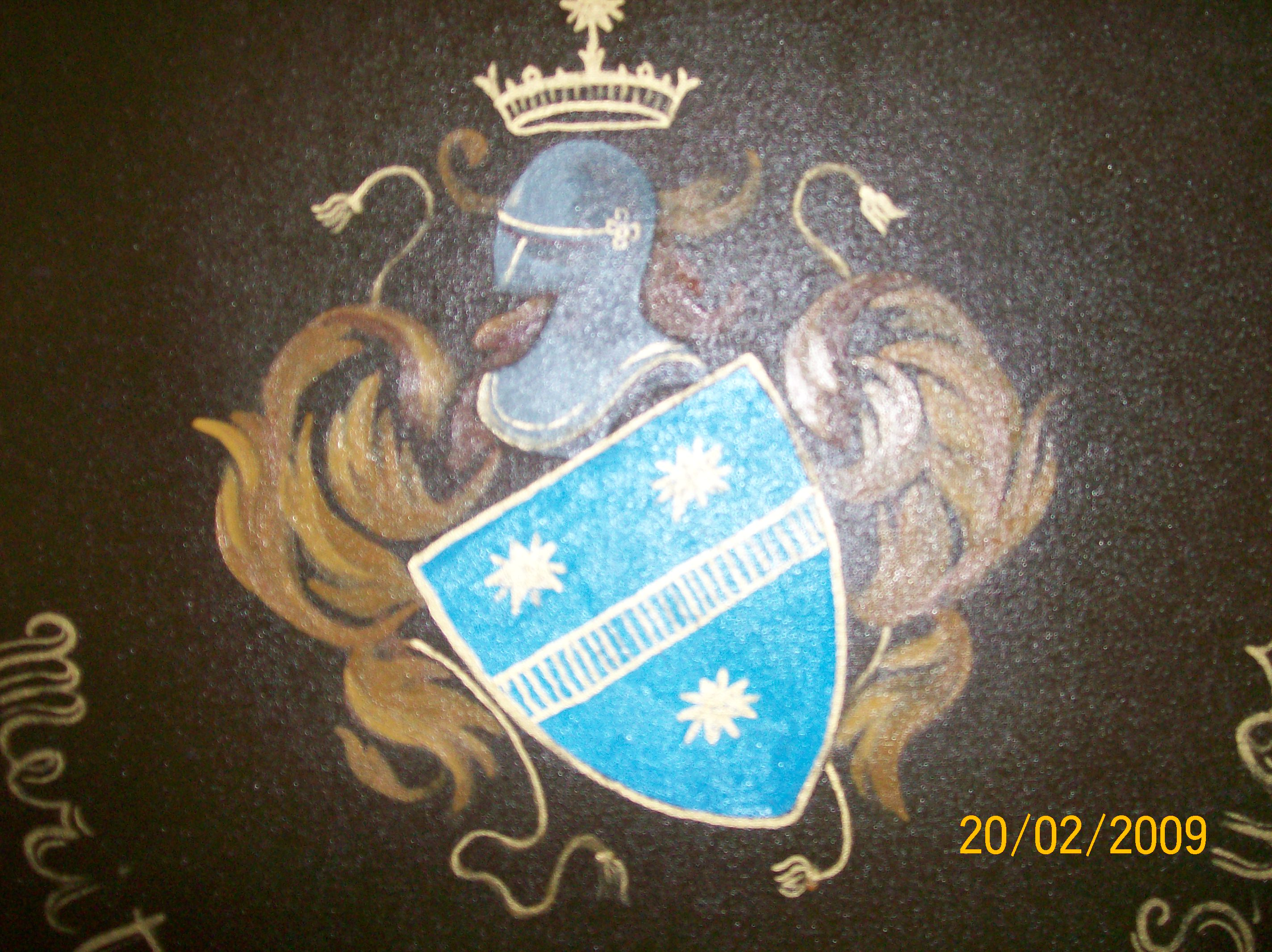
Stemma araldico del Condottiero e Capitano di Ventura Miles Marino Longo della Cava

La famiglia Longo ramo dei marchesi di Vinchiaturo arrivò a Modugno a fine XV secolo da Conversano. Tuttavia, questa famiglia è di origine napoletana ed arrivò in Puglia nel 1485, con i tre fratelli Nicola, Domenico e Giovanni Longo, figli del celebre capitano di ventura Marino Longo di Cava dei Tirreni, condottiero di Ferdinando I d'Aragona, nominato da costui capitano di guerra del feudo di Nardò nel 1463. Costui acquisì la fama in battaglia per aver salvato la vita del monarca, nel 1460, nella battaglia contro gli Angioini presso la foce del Sarno, tanto che per riconoscenza lo stesso re concesse a quella città la famosa pergamena bianca.Lo stemma araldico che in passato riportava 3 gigli francesi nello scudo, due in capo e uno in punta, furono sostituiti da 3 stelle, in quanto i due fratelli Marino e Giosuè parteggiarono con gli aragonesi e contro i francesi.
Dai documenti storici, risulta un arciprete di nome Giovanni Longo, deceduto nel 1492. Un altro arciprete di Modugno proveniente da questa famiglia fu Mercurio Longo, Arciprete di Modugno dal 1796 al 1820.
Si ricordano tre esponenti di questa famiglia che furono sindaci della cittadina in provincia di Bari: Andrea (nel 1821), Angelo (dal 1861 al 1866) e Giuseppe (dal 1867 al 1869 e dal 1886 al 1887).

## Arma
Lo stemma gentilizio è così descritto: d'azzurro, alla fascia con tre stelle d'oro, colomba e giglio.

## Membri illustri
- Ido Longo di Cava (1197-1250) ammiraglio della flotta di Federico II di Svevia e capostipite della famiglia
- Marino Longo Di Cava (1460) condottiero di Ferdinando I d'Aragona
- Giovanni Longo, arciprete di Modugno nel XV sec.
- Mercurio Longo (1752-1820), arciprete durante i moti sanfedisti del 1799
- Nicola Longo di Modugno (1789-1877) illustre medico del Regno delle Due Sicilie e patriota carbonaro
- Angelo Longo di Modugno (1832-1917) primo sindaco dell'Italia Unita e patriota carbonaro
- Carlo Longo di Modugno (1881-1952), professore patologo medico e colonnello medico della riserva. Anche assistente/aiuto del prof. Murri a Bologna

## Luoghi e architetture
- Palazzo Valerio-Longo a Modugno
- Villa Longo de Bellis a Palese Macchie